# La maledizione della stanza rossa

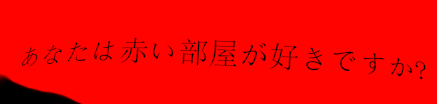
Rappresentazione dell'annuncio pop-up che chiede "Ti piace la stanza rossa?"

La maledizione della stanza rossa (Giapponese: 赤い部屋 o Akai Heya) è una leggenda urbana giapponese diffusa su internet che narra di una pubblicità pop-up rossa che annuncia la morte premeditata della persona che la incontra nel proprio schermo del computer. Potrebbe essere originata da un'animazione horror prodotta in Adobe Flash nel tardo 1990 che racconta la storia della leggenda.

## Leggenda
Esistono diverse variazioni della leggenda urbana. La più comune narra che, navigando su internet, alla vittima apparirà un pop-up rosso contenente del testo nero contenente la seguente domanda: "Ti piace —?" (あなたは〜好きですか?). Dopo aver provato a chiuderla, il pop-up riapparirà, questa volta dicendo "Ti piace la stanza rossa?" (あなたは赤い部屋が好きですか?). A quel punto lo schermo diventerà rosso, mostrando una lista contenente i nomi delle vittime della stanza rossa. Il bersaglio quindi percepirà una misteriosa presenza dietro di loro, perdendo successivamente conoscenza. Verranno poi trovati morti nella loro casa, con i muri della casa in cui saranno scoperti coperti di "sangue rosso".

## Origine e diffusione
Nel tardo 1990, un'animazione horror interattiva prodotta su Adobe Flash, considerata come l'origine della leggenda della Maledizione Della Stanza Rossa, fu pubblicata su GeoCities. L'animazione narrava la storia di un giovane ragazzo che fu maledetto e che morì dopo aver visto il pop-up. La leggenda della maledizione ha guadagnato popolarità nel 2004 a causa dell'omicidio di Nevada Tan. L'omicidio di una ragazza di 12 anni causato da una compagna di classe di 11 anni (Chiamata "Girl A") in una scuola elementare di Sasebo. "Girl A" era una fan dell'animazione della Maledizione Della Stanza Rossa, avendo la pagina web del video salvata nel proprio computer al momento dell'omicidio. La pagina in questione è correntemente inaccessibile usando metodi convenzionali a causa dei cessati servizi di GeoCities e Adobe Flash.
Un cortometraggio intitolato La Maledizione Della Stanza Rossa inspirato dalla leggenda urbana fu distribuito nel 2016.